# ثيودور جادسون
ثيودور جادسون (بالإنجليزية: Theodore Judson)‏ (19 ديسمبر 1951)؛ روائي أمريكي. درس في جامعة وايومنغ.